# Friedrich Wilhelm Krummacher
Friedrich Wilhelm Krummacher, znany również jako Alethophilus (ur. 28 stycznia 1796 w Moers, zm. 10 grudnia 1868 w Poczdam) – refermowany teolog i znany kaznodzieja.

## Życiorys
Friedrich Wilhelm Krummacher przyszedł na świat 28 stycznia 1796 roku w miejscowości Moers. Jego ojcem był Friedrich Adolf Krummacher, który z zawodu był ewangelickim teologiem. Friedrich miał również młodszego brata, Emila Wilhelma Krummachera.
Po ukończeniu szkoły podstawowej, tz. Elementarschule, Krummacher uczęszczał do gimnazjum Landfermanna w Duisburgu. Po mianowaniu ojca w 1812 r. generalnym superintendentem w Bernburgu, od gimnazjum uczęszczał do miejscowego gimnazjum, zwanego Gymnasium Carolinum Bernburg. Od 1815 roku studiował ewangelicką teologię na uniwersytecie w Halle i w 1816 zmienił ją na uniwersytet w Jenie, gdzie bardzo kształtował go Jakob Friedrich Fries.
Krummacher był uczestnikiem festiwalu w Wartburgu w 1817 roku, a także osobiście znał Karla Sanda, jak pisze w swojej autobiografii. W trakcie semestru zimowego 1816/17 w Jenie Krummacher stał się członkiem stowarzyszenia studentów Urburschenschaft, po tym gdy w 1815 dołączył do Burschenschaft, a zimowym semestrze 1815/16 do Corps Guestphalia Halle.
Po ukończeniu studiów Krummacher został asystentem kaznodziei w niemieckim zborze reformowanym we Frankfurcie nad Menem w 1819 roku, w 1823 roku pastorem w Ruhrorcie. W 1825 został mianowany proboszczem w Barmen-Gemarke, a w 1835 w Elberfeld (oba obecnie w Wuppertalu). Jednym ze słuchaczy jego kazań był tutaj młody Fryderyk Engels. Odrzucił nominację na profesora teologii w Stanach Zjednoczonych. Od 1847 r. był proboszczem kościoła Świętej Trójcy w Berlinie, a od 1853 r. aż do śmierci był nadwornym kaznodzieją w Poczdamie.

## Rodzina i życie prywatne
W 1823 roku Friedrich Wilhelm Krummacher wziął ślub z pochodzącą z Frankurtu nad Menem Charlottą Pilgeram (ur. 1799, zm. 1867). Wspólnie mieli siedmioro dzieci. Ich najstarszym synem był Adolf Krummacher, który również był teologiem i autorem tekstu pieśni Stern, auf den ich schaue. Córka Maria Krummacher opublikowała natomiast biografię o Charlotcie, pt. Unsere Mutter (1880).